# Josh.
Josh. (* 22. Juni 1986 in Wien; bürgerlich Johannes Sumpich) ist ein österreichischer Musiker.

## Leben
Johannes Sumpich wuchs im Wohnpark Alterlaa auf. Mit acht oder neun Jahren begann er, klassische Gitarre zu lernen. Ab 1993 besuchte er die Waldorfschule Wien-Mauer und anschließend das Gymnasium in der Anton-Krieger-Gasse. Mit etwa 15 Jahren wurde er in Schulbands aktiv. In dieser Zeit bekam er den Spitznamen Josh, den er später zu seinem Künstlernamen machte. Parallel dazu setzte er an einer Musikschule seine Ausbildung in klassischer Gitarre bis zum Alter von 18 oder 19 Jahren fort.
Nach seiner Schulzeit studierte er sieben Jahre lang Jazz am Vienna Konservatorium. In dieser Zeit gründete er eine Coverband, die Popularmusik spielte. Die folgenden drei Studienjahre verbrachte er nach einem internen Wechsel an dem neugegründeten Institut für Instrumental- und Gesangspädagogik mit Schwerpunkt auf Popularmusik. Er finanzierte das Studium durch einen Halbtagsjob im IT-Bereich einer Kosmetikfirma und durch Auftritte als Musiker, brach es jedoch schließlich aus wirtschaftlichen Gründen ab.
2014 präsentierte Johannes Sumpich im Brick-5 noch unter seinem bürgerlichen Namen die EP Wie im Kino. Ebenfalls unter bürgerlichem Namen absolvierte er mehrere Auftritte mit Kathi Kallauch. Mit dem Titel Kein Sommer für einen allein gewannen die beiden die Radio-Wien-Sommerhitwahl 2016. Eine Förderung durch den österreichischen Musikfonds ermöglichte es ihm, weiter an seiner musikalischen Karriere zu arbeiten. Dabei entstand unter anderem das Lied Cordula Grün, das 2018 in Kathi Kallauchs Konzertreihe Live im 25 zur Uraufführung kam. Die gleichnamige Single entwickelte sich zu einem Sommerhit und war zugleich Sumpichs erster Erfolg unter dem Künstlernamen Josh. 
Im April 2019 erschien sein Debütalbum Von Mädchen und Farben. Sein zweites Studioalbum, Teilzeitromantik, erschien 2021 und 2023 unter dem Titel Reparatur das dritte. 2025 erschien sein erstes Livealbum (Es ist alles in Ordnung), das bei einem Konzert in der Wiener Stadthalle im November 2024 aufgenommen wurde.
Im Mai 2020 nahm Johannes Sumpich am Free European Song Contest für Österreich teil, wo er den vorletzten Platz erreichte. Das 2021 erschienene Album von Maite Kelly (Hello!) enthält zwei Songs, an denen er beteiligt war. Neben Lili Paul-Roncalli war er 2022 eines der beiden fixen Jury-Mitglieder der 6. Staffel der ORF-Castingshow Starmania.
2021 heiratete Johannes Sumpich am Ossiacher See in Kärnten seine Verlobte, die öffentlich nicht in Erscheinung tritt.
2022 machte er in einem Facebook-Posting öffentlich, dass ihm nach 250 Konzerten und angesichts des anhaltenden Erfolgsdrucks „alles zu viel“ geworden sei. Wegen Burnout und Depression begab er sich schließlich in medizinische Behandlung. Sein drittes Studioalbum, Reparatur, verarbeitet die Krise künstlerisch.

## Diskografie
Studioalben
- 2019: Von Mädchen und Farben
- 2021: Teilzeitromantik
- 2023: Reparatur

Livealben
- 2025: Es ist alles in Ordnung

Singles
- 2014: Wie im Kino (veröffentlicht unter bürgerlichem Namen)
- 2017: Wenn du jeden
- 2018: Sowieso
- 2018: Cordula Grün
- 2019: Vielleicht (AT: Platin)
- 2019: Reden
- 2019: Kerzen, Karpfen und du
- 2019: Melodie verlorn
- 2020: Wo bist du (AT: Gold)
- 2021: Ring in der Hand (AT: Gold)
- 2021: Expresso & Tschianti
- 2022: Von dir ein Tattoo (AT: Gold)
- 2023: Martina
- 2023: Nur nicht von dir
- 2023: Ich gehör repariert
- 2024: Tickets für Oasis

## Auszeichnungen
- Amadeus-Verleihung 2019: Song des Jahres für Cordula Grün.
- Amadeus-Verleihung 2022: Auszeichnungen in den Kategorien Pop/Rock; Songwriter*in des Jahres und Song des Jahres für Expresso & Tschianti.
- Amadeus-Verleihung 2023: Auszeichnung in der Kategorie Pop/Rock